# Intimidades

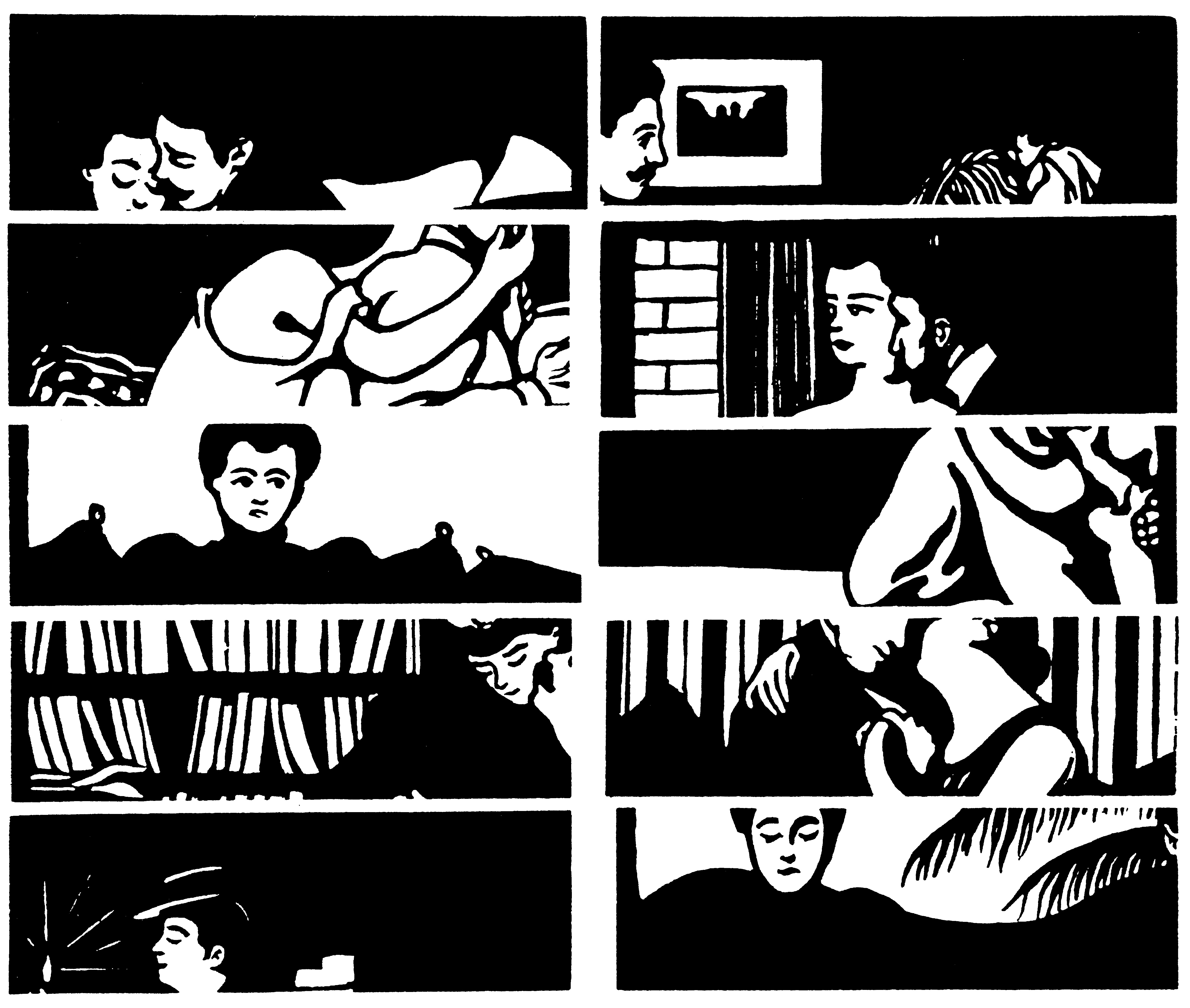
Grabado final compuesto por Félix Vallotton a partir de fragmentos extraídos de las diez láminas de Intimidades.

Intimidades es una serie de diez xilografías realizadas por el pintor franco-suizo Félix Vallotton y publicadas a finales de 1898 en París, en La Revue Blanche.
Estos grabados representan escenas de interior domésticas o de hotel con dos personajes formando pareja. Precediendo en la obra del artista a la creación de seis cuadros sobre el mismo tema del adulterio que constituyen la serie conocida como Interiores con figuras, las láminas se titulan, por orden de su numeración original, La mentira, El triunfo, El bello alfiler, La razón probatoria, El dinero, Los grandes medios, Cinco en punto, Preparativos para la visita, La salud del otro y Lo irreparable.
Mientras sus amigos y colegas nabis Pierre Bonnard, Maurice Denis y Édouard Vuillard plasmaban tranquilas escenas domésticas burguesas, Vallotton investigó tensas imágenes de adulterio y seducción. Y mientras ellos recurrían a la litografía para representar la vida moderna, Vallotton eligió la xilografía, más exigente técnicamente.
El artista se valió del simple contraste de negro sobre blanco de este medio, para recrear escenas ricamente ambiguas, apenas aclaradas por títulos sugerentes inscritos en rectángulos blancos estrechos en la parte inferior de cada hoja: La mentira, Lo irreparable, Las cinco en punto (la hora habitual entonces en que los hombres acomodados se reunían con sus amantes)... en El triunfo, la esposa desdeña a su angustiado marido mientras en Los grandes medios es la esposa llorosa la que está devastada. La dama en vestido de noche de la hoja El dinero parece impasible ante lo que razona su acompañante, colocado literalmente en la zona oscura, fundido con las sombras en una composición audaz con dos tercios ocupados por el negro puro. Irónicamente, un año después de crear esta imagen, Vallotton dejó a su amante de toda la vida para casarse con una rica viuda, por interés.
El artista terminó la edición con otra composición inusual, una hoja sin texto alguno donde compiló cortes de las xilografías anteriores, con un detalle evocador de cada una.

## La obra

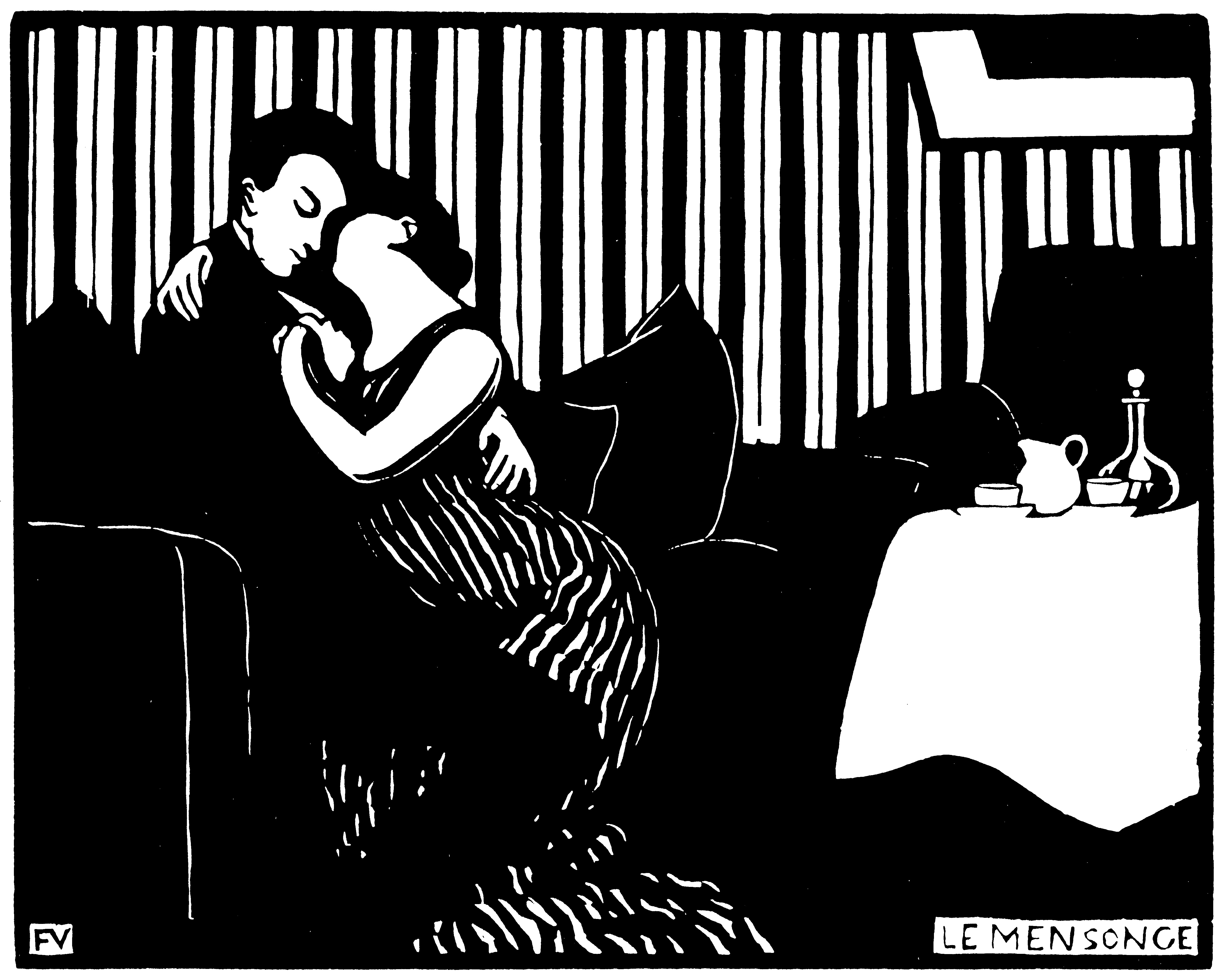
I. La mentira
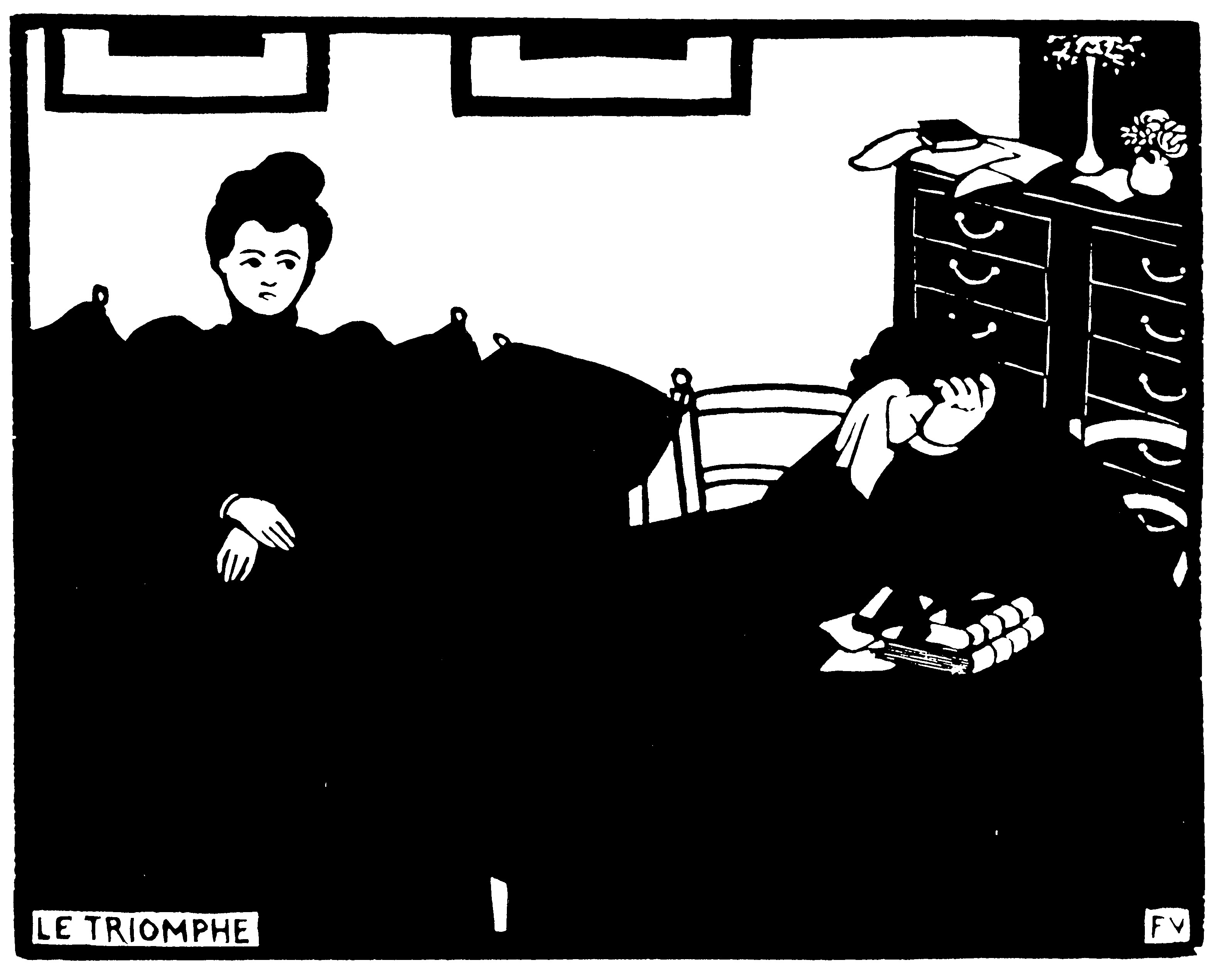
II. El triunfo
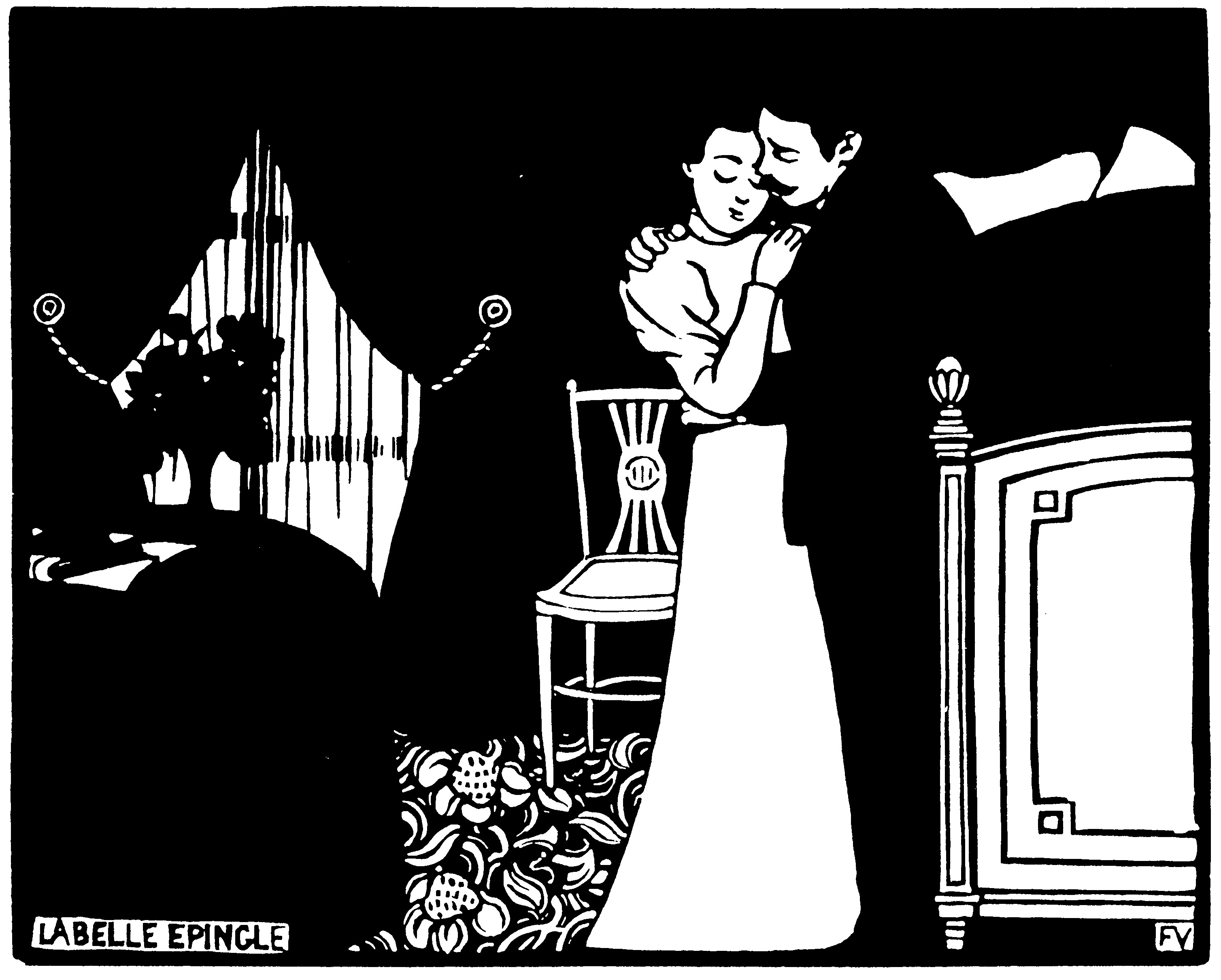
III. El hermoso alfiler
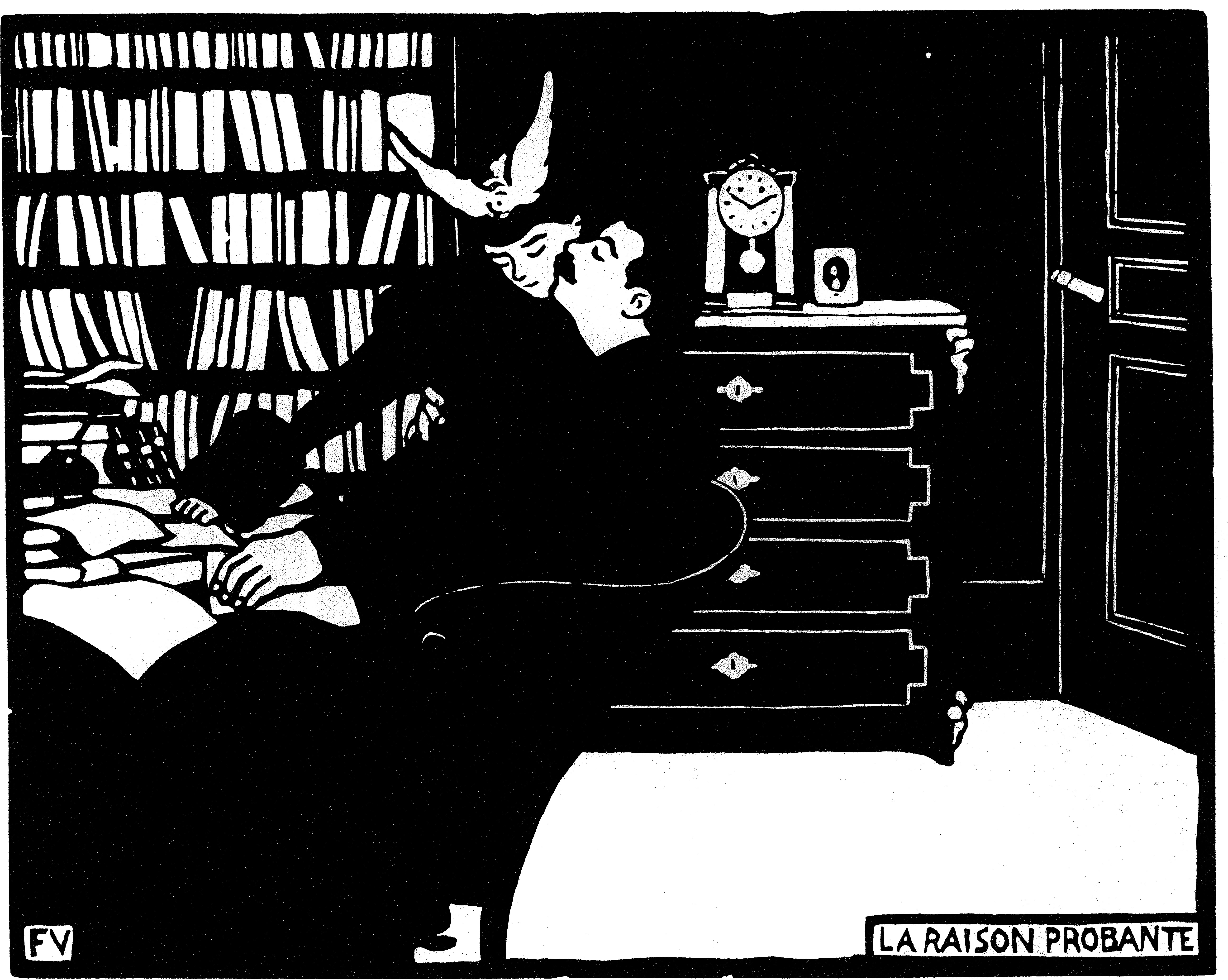
IV. Razón probatoria
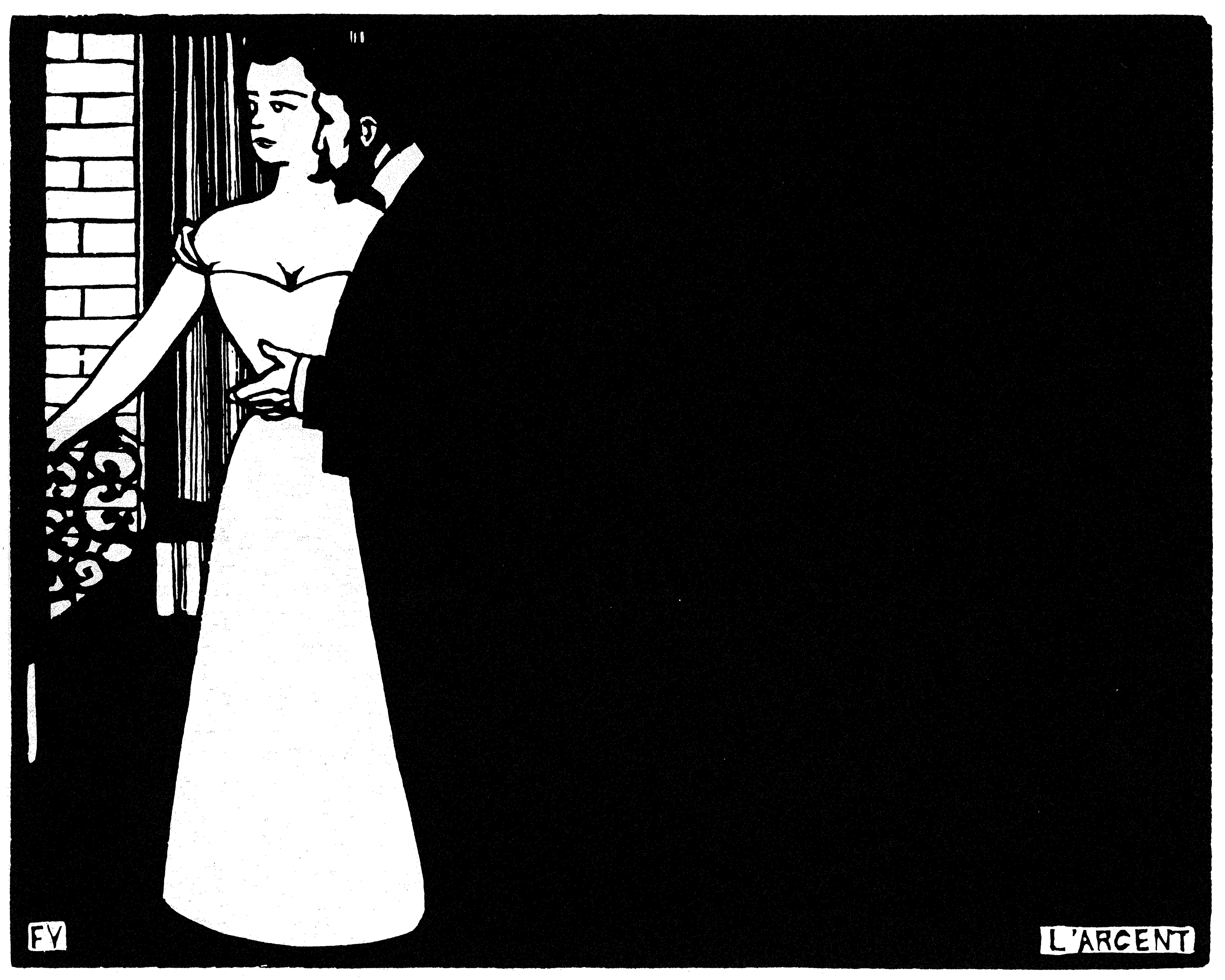
V. El dinero
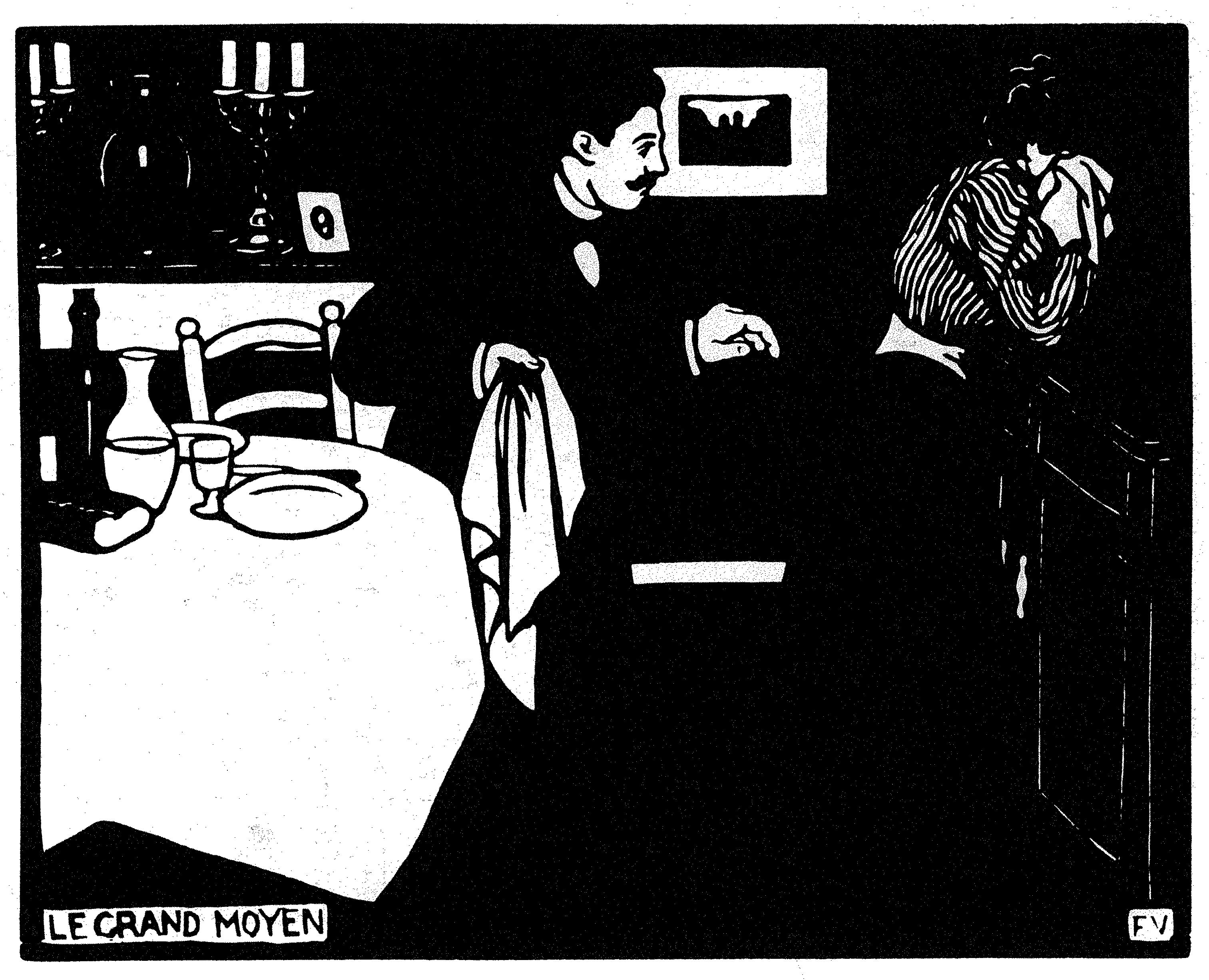
VI. Los grandes medios
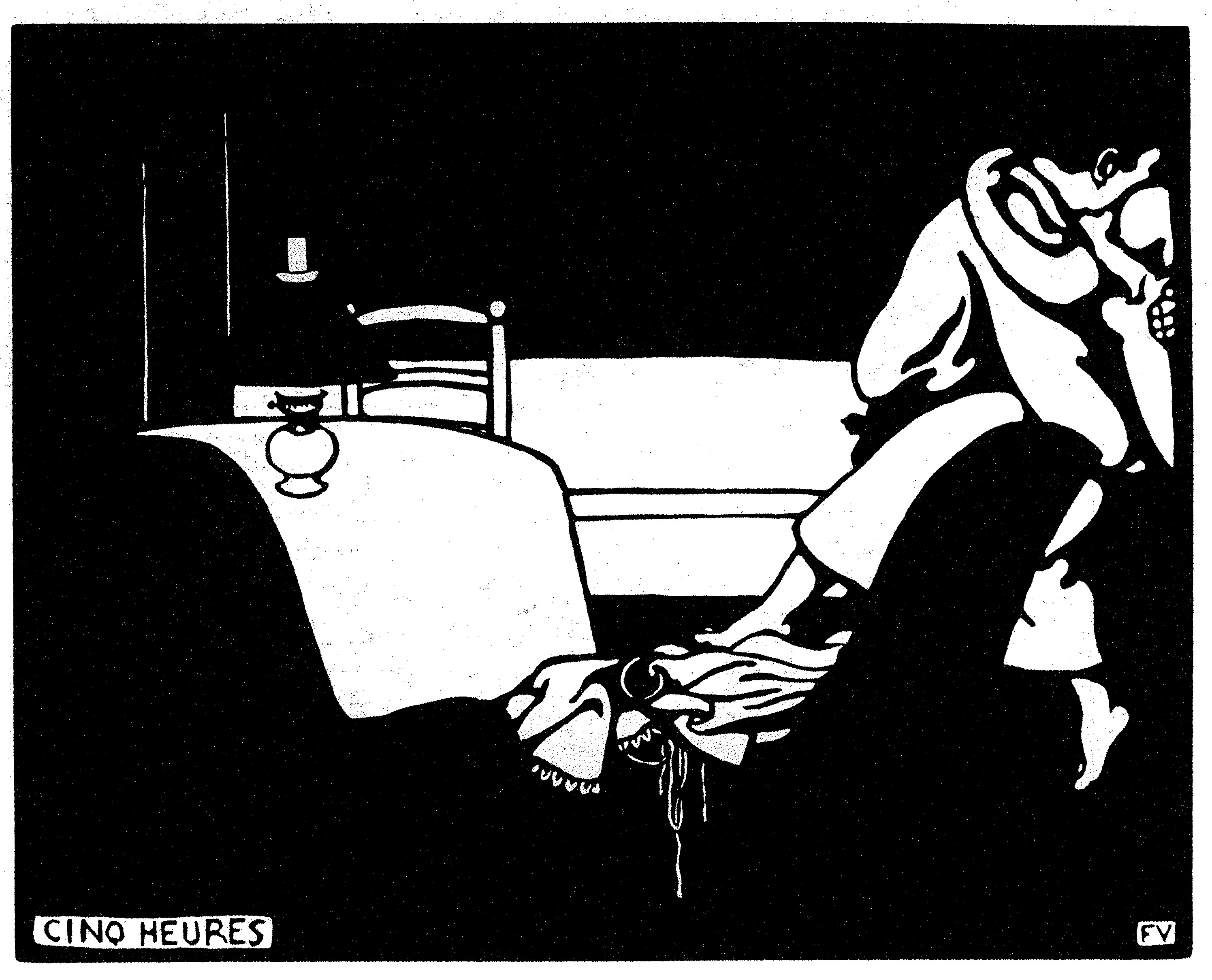
VII. Las cinco en punto
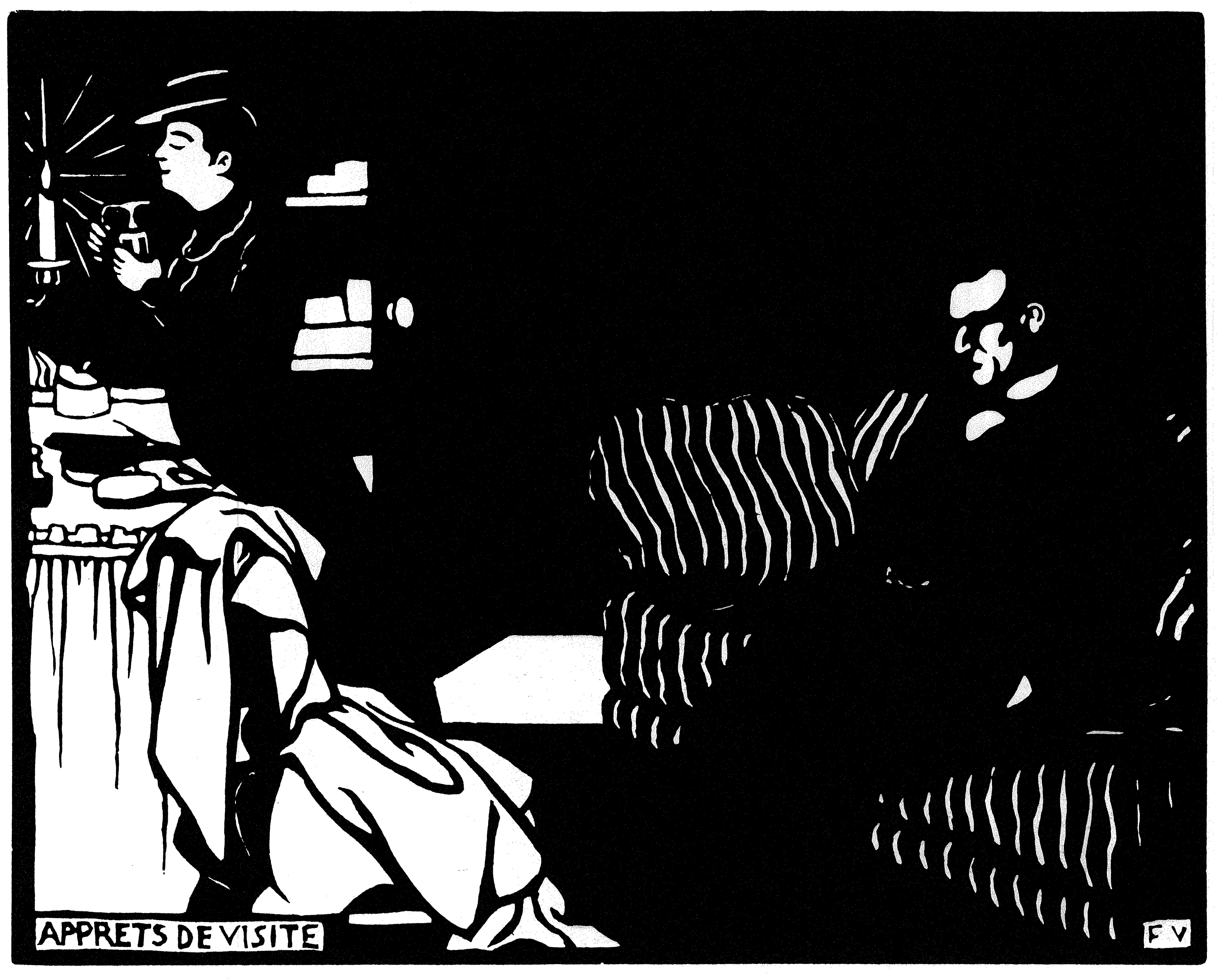
VIII. Preparativos para la visita
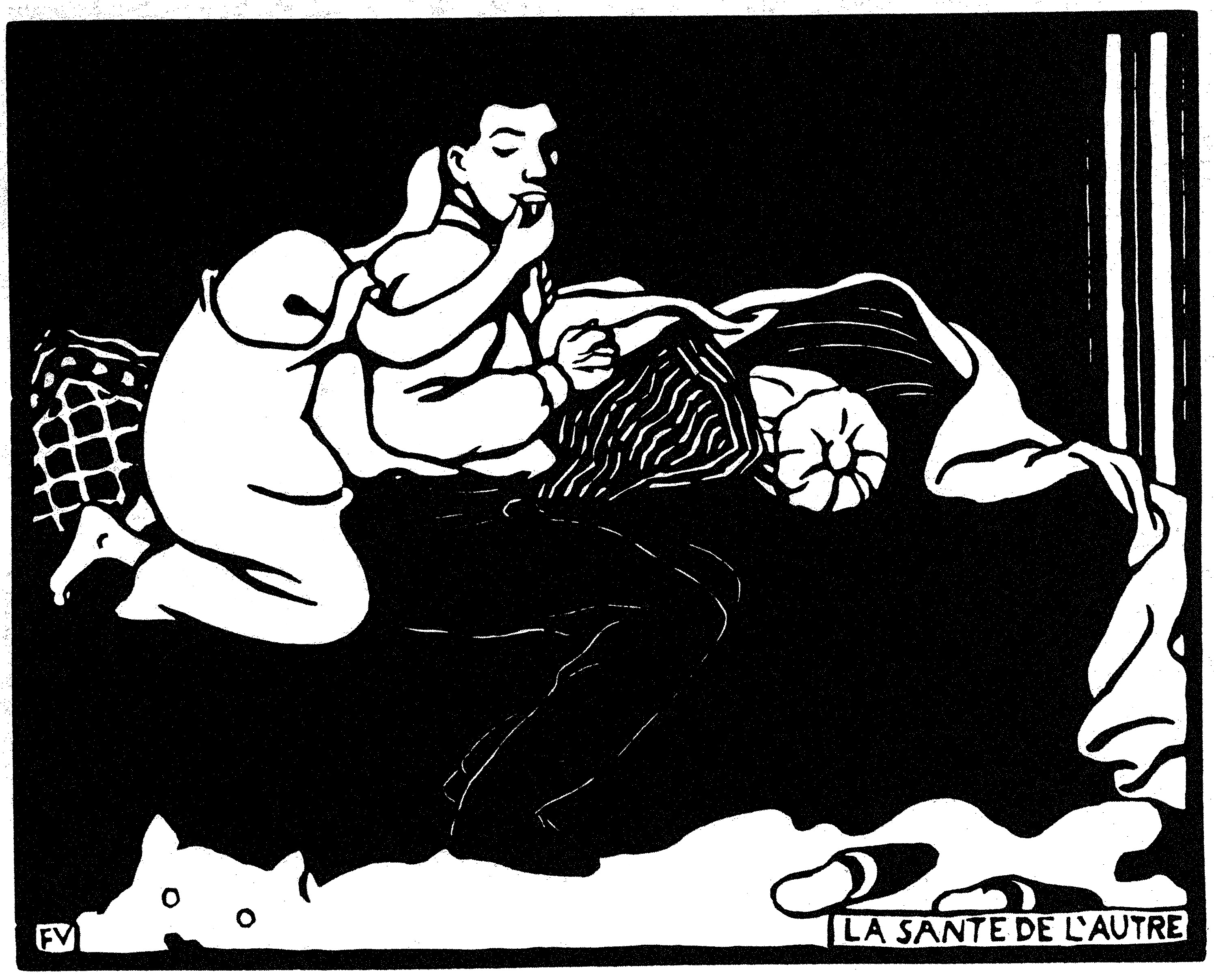
IX. La salud del otro
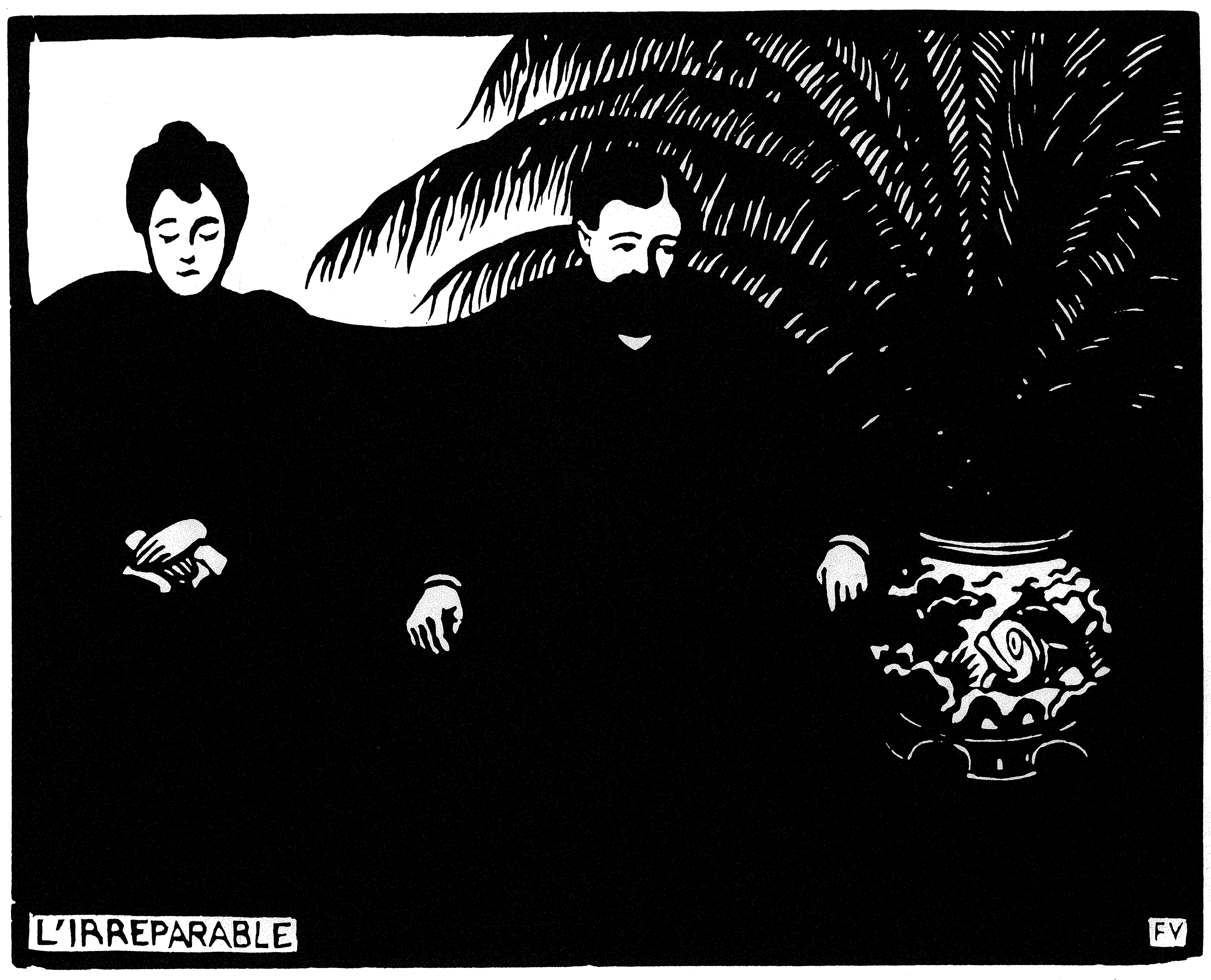
X. Lo irreparable